# João Pinto Coelho
João Pinto Coelho (Londres, Reino Unido, 1967) é um arquiteto, professor de Artes Visuais e escritor português. Em Outubro de 2017, foi o vencedor do Prémio LeYa, com a sua obra "Os Loucos da Rua Mazur".

## Biografia
João Pinto Coelho nasceu em Londres, em 1967.
É formado em Arquitetura e professor de Artes Visuais.
Em 2014, Pinto Coelho publicou o seu romance de estreia "Perguntem a Sarah Gross", finalista do Prémio LeYa na edição daquele ano.
A 20 de Outubro de 2017, venceu o Prémio LeYa, o maior para uma obra inédita escrita em língua portuguesa, com um valor pecuniário de cem mil euros, com o romance "Os Loucos da Rua Mazur", sendo escolhido entre quatrocentos originais, de dezoito países, por um júri presidido por Manuel Alegre, e constituído pelos escritores Nuno Júdice e Pepetela, pelo crítico literário José Castello, pelo professor da Faculdade de Letras da Universidade de Coimbra José Carlos Seabra Pereira, pelo reitor do Instituto Superior Politécnico e Universitário de Maputo, Lourenço do Rosário, e pela professora da Universidade de São Paulo, Rita Chaves.

## Obras
- Perguntem a Sarah Gross : romance (2015)
- Os Loucos da Rua Mazur (2017)